# Amphoe Khu Mueang
Amphoe Khu Mueang (in Thai: อำเภอ คูเมือง) ist ein Landkreis (Amphoe – Verwaltungs-Distrikt) im Norden der Provinz Buri Ram. Die Provinz Buri Ram liegt in der Nordostregion von Thailand, dem so genannten Isan. 

## Geographie
Benachbarte Distrikte (von Osten im Uhrzeigersinn): die Amphoe Khaen Dong, Satuek, Ban Dan, Mueang Buri Ram und Lam Plai Mat der Provinz Buri Ram, die Amphoe Lam Thamenchai und Mueang Yang in der Provinz Nakhon Ratchasima, Amphoe Phutthaisong wiederum in der Provinz Buri Ram sowie Amphoe Chumphon Buri in der Provinz Surin.

## Geschichte
Khu Mueang wurde am 1. Oktober 1969 zunächst als Unterbezirk (King Amphoe) eingerichtet, indem die drei Tambon Khu Mueang, Tum Yai und Pa Khiap mit insgesamt 58 Dorfgemeinschaften (Muban) vom Amphoe Mueang Buri Ram abgetrennt wurden. 
Am 21. August 1975 wurde er zum Amphoe heraufgestuft.

## Verwaltung

### Provinzverwaltung
Der Landkreis Khu Mueang ist in sieben Tambon („Unterbezirke“ oder „Gemeinden“) eingeteilt, die sich weiter in 106 Muban („Dörfer“) unterteilen.
| Nr. | Name        | Thai     | Muban | Einw.  |
| --- | ----------- | -------- | ----- | ------ |
| 01. | Khu Mueang  | คูเมือง    | 12    | 09.321 |
| 02. | Pa Khiap    | ปะเคียบ   | 18    | 10.819 |
| 03. | Ban Phae    | บ้านแพ    | 11    | 07.150 |
| 04. | Phon Samran | พรสำราญ  | 19    | 09.566 |
| 05. | Hin Lek Fai | หินเหล็กไฟ | 17    | 10.637 |
| 06. | Tum Yai     | ตูมใหญ่    | 19    | 12.076 |
| 07. | Nong Khaman | หนองขมาร | 10    | 07.650 |

### Lokalverwaltung
Es gibt zwei Kommunen mit „Kleinstadt“-Status (Thesaban Tambon) im Landkreis:
- Khu Mueang (Thai: เทศบาลตำบลคูเมือง) besteht aus Teilen der Tambon Khu Mueang und Nong Khaman.
- Hin Lek Fai (Thai: เทศบาลตำบลหินเหล็กไฟ) besteht aus Teilen des Tambon Hin Lek Fai und ebenfalls Teilen von Khu Mueang.

Außerdem gibt es sieben „Tambon-Verwaltungsorganisationen“ (องค์การบริหารส่วนตำบล – Tambon Administrative Organizations, TAO):
- Khu Mueang (Thai: องค์การบริหารส่วนตำบลคูเมือง)
- Pa Khiap (Thai: องค์การบริหารส่วนตำบลปะเคียบ)
- Ban Phae (Thai: องค์การบริหารส่วนตำบลบ้านแพ)
- Phon Samran (Thai: องค์การบริหารส่วนตำบลพรสำราญ)
- Hin Lek Fai (Thai: องค์การบริหารส่วนตำบลหินเหล็กไฟ)
- Tum Yai (Thai: องค์การบริหารส่วนตำบลตูมใหญ่)
- Nong Khaman (Thai: องค์การบริหารส่วนตำบลหนองขมาร)